# Biblioteca di storia moderna e contemporanea
La Biblioteca di storia moderna e contemporanea è una biblioteca pubblica statale, organo periferico del Ministero della cultura, sita in Roma nel Palazzo Mattei di Giove.

## Origini
Le raccolte librarie della Biblioteca iniziarono a formarsi alla fine del XIX secolo con lo scopo di documentare il processo di unificazione nazionale italiano. Nacque così la Sezione Risorgimento presso la Biblioteca nazionale Vittorio Emanuele II di Roma. Nei primi anni del secolo successivo, in prossimità del cinquantenario dell'Unità d'Italia, venne concepito dal ministro dell'Istruzione Paolo Boselli, il progetto di un istituto autonomo - biblioteca, museo e archivio del Risorgimento - che avrebbe avuto la propria sede nel monumento a Vittorio Emanuele II. Venne istituito a tal fine il Comitato nazionale per la storia del Risorgimento, che ebbe il compito di incrementare la raccolta della biblioteca nazionale. Tra il 1921 e il 1923 l'Istituto assunse il nome di Biblioteca Museo Archivio del Risorgimento; nel 1934, con la riorganizzazione degli istituti storici messa in atto da Giovanni Gentile, il Comitato venne soppresso e le raccolte furono divise tra due istituzioni: i beni museali e parte di quelli archivistici vennero destinati all'attuale Istituto per la storia del Risorgimento italiano, con sede nel Vittoriano, i beni librari e parte dei manoscritti vennero annessi all'Istituto storico italiano per l'età moderna e contemporanea, assumendo, nel 1937, la denominazione di Biblioteca di storia moderna e contemporanea, che venne collocata nella sede attuale di Palazzo Mattei di Giove. Dal dopoguerra la Biblioteca fu posta alle dipendenze del Ministero della pubblica istruzione; dal 1974 alle dipendenze del Ministero per i beni culturali e ambientali, poi Ministero per i beni e le attività culturali, dal 2013 Ministero dei beni e delle attività culturali e del turismo, dal 2018 nuovamente Ministero per i beni e le attività culturali, dal 2019 Ministero per i beni e le attività culturali e per il turismo, dal 2021 Ministero della cultura.

## Patrimonio

### Manoscritti
La Biblioteca possiede molte migliaia di documenti autografi, tra cui i carteggi di alcune importanti figure dell'Ottocento italiano quali Mazzini, Foscolo, Guerrazzi, Garibaldi, e carte di personalità politiche dell'età liberale e del periodo fascista, oltre che alcuni diari di guerra 1915-1918.

### Materiali a stampa
Circa 550.000 tra volumi, periodici e opuscoli. Si segnalano le oltre 2000 edizioni del periodo 1789-1799, le 45.000 edizioni dell'Ottocento, in prevalenza di argomento risorgimentale; tra le edizioni del Novecento, i volumi e opuscoli relativi al movimento operaio e all'anarchismo, le raccolte riferentesi alle guerre mondiali e al fascismo, i fondi pervenuti, per acquisto o per donazione, da alcuni studiosi (Mario Vinciguerra, Piero Melograni, Vittorio Gorresio, Nelson Gay, Ludovica Volpe, Corrado Lampe, Enzo Santarelli, Sosio Pezzella, Lauro Rossi, Birgit Kraatz, Cesarina Vighy, Luciano Cafagna, Elisabetta Lecco, Andrea Graziosi, Paola Di Cori), la pubblicistica contemporanea, giornali e opuscoli prodotti dai movimenti giovanili e studenteschi. La raccolta di periodici consta di circa 8000 testate: 2000 dei secoli XVIII e XIX, 3000 della prima guerra mondiale, italiani e stranieri, 1600 dei periodi successivi, tra i quali un nucleo considerevole degli anni 1919-1945. Le raccolte originarie e i fondi speciali vengono integrati e ampliati attraverso una costante attenzione al mercato antiquario. Per quanto riguarda l'editoria corrente, la Biblioteca porta avanti una politica di incremento librario orientata a documentare la recente produzione storiografica e gli intrecci della ricerca storica con i metodi e le acquisizioni delle altre scienze sociali. In queste aree una particolare cura è dedicata ai periodici: oltre ad alcune centinaia di riviste specializzate, italiane e straniere, la Biblioteca mette a disposizione degli studiosi alcune banche dati, quali Project Muse, JStor, Historical abstracts with full text, attraverso le quali è possibile consultare in versione integrale le raccolte di molte riviste specializzate nelle scienze umane e sociali.

### Bandi editti e manifesti
Circa 70.000 documenti a stampa dei secoli XVI-XIX prodotti dagli stati preunitari.

### Atti parlamentari
La raccolta comprende gli Atti della Camera dei deputati, del Senato del Regno di Sardegna e del Regno d'Italia dal 1848 al 1943; gli Atti della Consulta e dell'Assemblea costituente della Repubblica italiana; la Gazzetta della Repubblica Sociale Italiana; gli Atti del Parlamento della Repubblica italiana (1943-1987).

### Materiale documentario della prima guerra mondiale
Circa 8000 pezzi tra locandine, calendari, necrologi e materiali di propaganda.

### Materiali iconografici
Consistono di: circa 2000 tra stampe e incisioni di soggetto risorgimentale, a carattere satirico; 150 manifesti illustrati della prima guerra mondiale; una raccolta di cartoline tra le quali l'album dedicato a Garibaldi nel centenario della nascita e la serie Danza macabra di Alberto Martini; 4000 fotografie tra cui 41 carte salate di Stefano Lecchi del 1849, 60 albumine acquerellate dell'Ottocento, circa 1700 fotografie della prima guerra mondiale.

### Spartiti musicali
La raccolta consta di 480 spartiti di musica patriottico-popolare.

## Servizi al pubblico
Per accedere a tutti i servizi della Biblioteca è necessario munirsi di tessera che consente anche l'attivazione dei servizi online attraverso le procedure Ermes. Per prenotare i materiali in consultazione e in prestito, andare all'indirizzo prenotazioni.bsmc.it/default.aspx
Chi non ha la tessera può compilare il modulo on line e attendere la mail di conferma con il numero di tessera, che permette di attivare le procedure prenotazioni.bsmc.it/default.aspx e accedere a tutti i servizi.
Resta possibile fare l'iscrizione e le richieste di materiale direttamente in sede. 

### Orario di apertura
La Biblioteca, normalmente aperta dal lunedì al venerdì dalle 8,30 alle 19,30 e il sabato dalle 8,30 alle 13,30, ha subito, a causa dell'emergenza sanitaria, significative riduzioni di orario, peraltro comunicate attraverso il sito www.bsmc.it e la pagina facebook https://www.facebook.com/BSMCstoriamoderna. Sono tempestivamente segnalate anche le modifiche di orario operate nei mesi estivi, a norma del Regolamento delle biblioteche pubbliche statali (DPR 417/1995).

### Distribuzione dei libri
Il servizio funziona dal lunedì al venerdì dalle 9,00 alle 18,30; il sabato dalle 9,00 alle 12,30.

### Consultazione
La Biblioteca dispone di sei sale di lettura a scaffali aperti con opere di carattere generale e strumenti bibliografici relativi alla storia italiana e internazionale e alle discipline affini; una sala è dedicata alla consultazione diretta delle ultime due annate dei principali periodici correnti, un'altra alle raccolte dei documenti diplomatici italiani e stranieri. Mette a disposizione del pubblico alcune banche dati di consultazione di periodici correnti full-text.

### Emeroteca
L'emeroteca offre in consultazione circa 300 quotidiani italiani e stranieri, in carta, microfilm o supporto digitale. Offre inoltre la consultazione in linea dei principali quotidiani italiani in formato digitale.
Presso l'emeroteca è anche disponibile in consultazione diretta la raccolta degli Atti parlamentari. Per la ricerca sulla legislazione italiana vigente è a disposizione la consultazione in linea della banca dati Leggi d'Italia.

## Informazioni bibliografiche
Il servizio è garantito per tutto l'orario di apertura della biblioteca e assicura assistenza e indirizzo nelle ricerche e nella consultazione dei cataloghi cartacei e in linea.
Per utenti remoti
Il servizio fornisce notizie su localizzazioni di documenti, suggerimenti
bibliografici, indicazioni su istituti specializzati. Le richieste possono essere inoltrate per posta, fax o posta elettronica all'indirizzo: b-stmo.info#at#beniculturali.it

## Prestito
Il servizio funziona nei giorni di apertura secondo quanto indicato nel sito www.bsmc.it.

## Riproduzioni
La Biblioteca consente, previa autorizzazione, la riproduzione del proprio materiale bibliografico e documentario per motivi di studio o per scopi commerciali, nel rispetto della normativa vigente sul diritto d'autore.
Si eseguono a pagamento fotocopie, riproduzioni su supporto digitale, fotografie, diapositive.

## Servizi bibliografici
Cataloghi
catalogo generale in linea comprendente:
- le monografie acquisite a partire dal 1992;
- le monografie segnalate nel catalogo cartaceo chiuso quasi

interamente riversato in linea;
- i periodici correnti e spenti.

cataloghi cartacei:
- catalogo alfabetico per autori e per soggetti chiuso al 1991;
- catalogo dei periodici del secolo XX;
- catalogo dei periodici dei secoli XVIII e XIX;
- catalogo della Collezione mazziniana;
- catalogo della Collezione foscoliana;
- catalogo del Fondo Guerrazzi;
- catalogo delle carte geografiche;
- catalogo dei bandi e manifesti;
- catalogo degli spartiti musicali.

## Pubblicazioni
La Biblioteca cura la pubblicazione dei cataloghi dei propri fondi. La collana Fonti e ricerche è dedicata a edizioni critiche di manoscritti e testi rari, bibliografie, monografie relative alla storia italiana ed europea. La collana Novecento periodico è dedicata allo studio e alla valorizzazione della ricca collezione di pubblicazioni periodiche possedute. L'elenco dei titoli pubblicati è disponibile all'indirizzo: www.bsmc.it

## Attività culturali e didattiche
La Biblioteca promuove manifestazioni quali mostre, convegni, giornate di studio. Organizza presentazioni delle novità editoriali in ambito storiografico. Per tutte queste attività intrattiene stretti rapporti con le più importanti istituzioni di ricerca nell'ambito della storia moderna e contemporanea.
Come attività didattiche la Biblioteca organizza:
- visite guidate all'istituto;
- seminari di introduzione alla ricerca storica rivolti agli studenti dell'ultimo anno del liceo;
- progetti di Alternanza Scuola Lavoro;
- tirocini curriculari in convenzione con gli atenei romani.